# Champs-Élysées-Clemenceau
Champs-Élysées-Clemenceau è una stazione delle linee 1 e 13 della metropolitana di Parigi.

## Galleria d'immagini

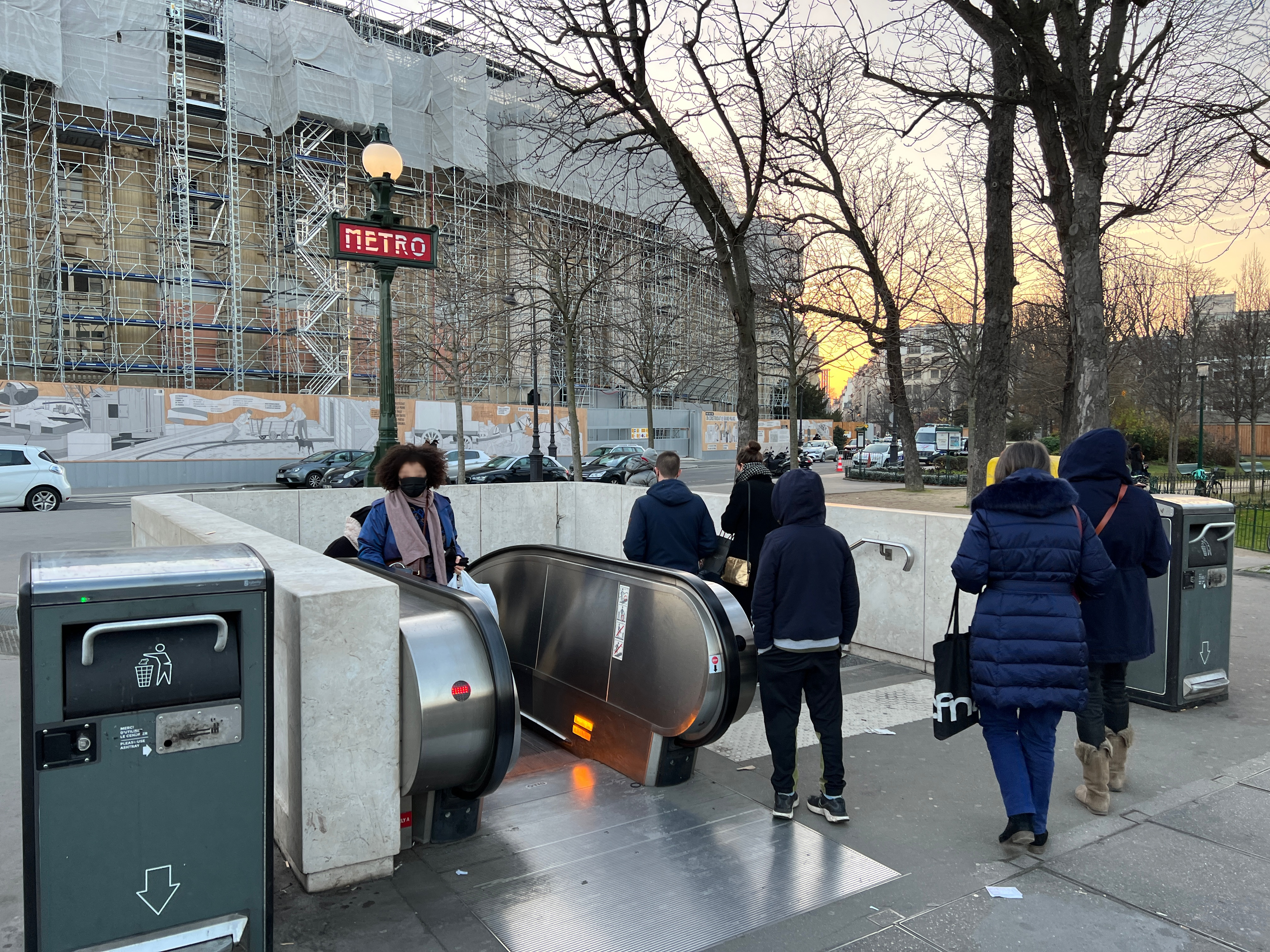
Uno degli ingressi
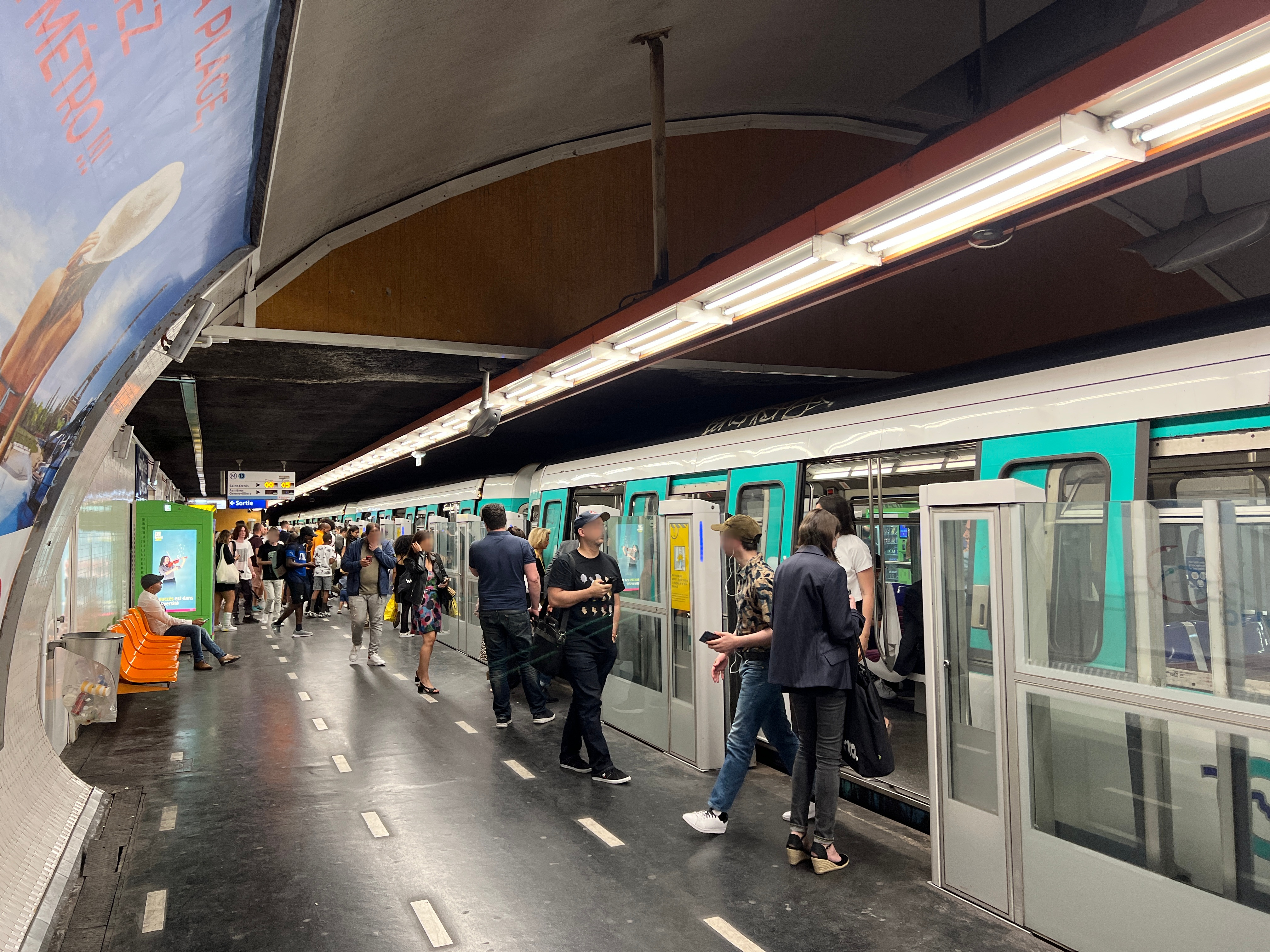
Il piano banchine della linea 13